# Petru Stoianov

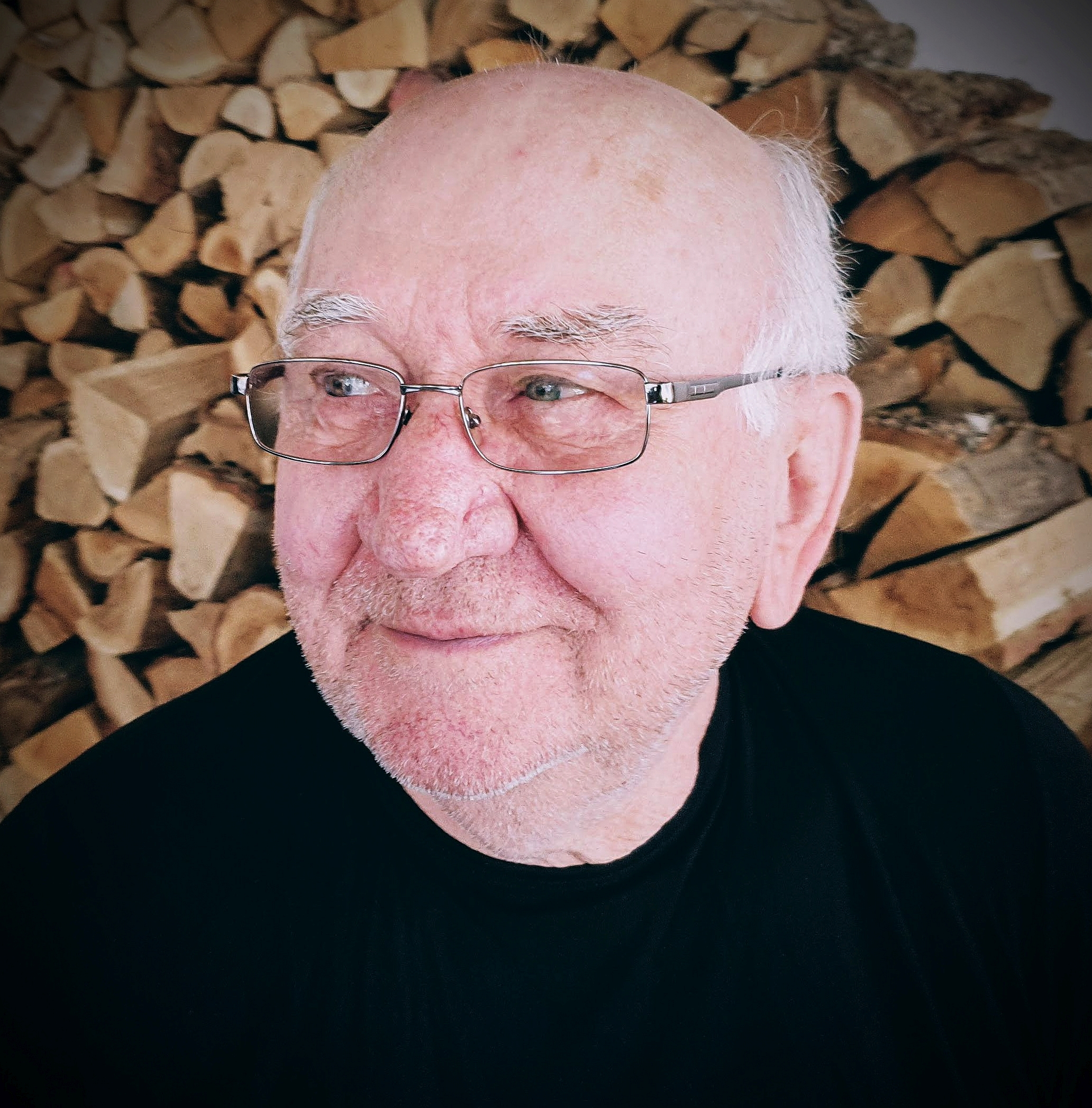
Petru Stoianov (2021)

Petru Stoianov (* 29. Oktober 1939 in Vinga, Kreis Arad) ist ein rumänischer Komponist und Musikwissenschaftler.

## Leben
Stoianov studierte von 1963 bis 1964 in Arad bei Nicolae Brânzeu Musiktheorie, Chorleitung und Musikgeschichte, danach bis 1969 am Konservatorium George Enescu in Iași Musiktheorie bei Adrian Diaconu, Harmonielehre und Komposition bei Anton Zeman, Kontrapunkt bei Vasile Spătărelu, Musikgeschichte bei George Pascu, Volksmusik bei Gheorghe Ciobanu, Chorleitung bei Ion Pavalache und Klavier bei Ion Welt. Daran schloss sich bis 1972 ein Lizenziatsstudium in Musikpädagogik und Komposition am früheren Konservatorium Ciprian Porumbescu bei Anatol Vieru (Komposition), Florin Eftimescu (Harmonielehre), Nicolae Buicliu und Dinu Ciocan (Kontrapunkt), Tudor Ciortea (Formlehre), Ovidiu Varga und Octavian Lazăr Cosma (Musikgeschichte), Emilia Comișel (Volksmusik), George Bălan (Musikästhetik), Vinicius Grefiens (Partiturlesen), Aurel Stroe (Instrumentation und Orchestration), Marin Constantin (Chorleitung) und Grete Gabriel Ionescu (Klavier) an.
Bis 1989 wirkte Stoianov als Professor an der Școala de Muzică și Arte Plastice nr. 2 in Bukarest. Danach wirkte er bis 1998 als Musikinspektor der Städtischen Schulinspektion Bukarest und arbeitete bis 2001 beim Erziehungsministerium. Von 2000 bis 2004 war er Prodekan der Musikfakultät der Nationalen Musikuniversität in Bukarest, seitdem ist er Professor und Prodekan der Musikfakultät der Universität Spiru Haret.
Seit 1993 ist Stoianov Vizepräsident des rumänischen Komitees der Jeunesses Musicales International sowie Gründer und musikalischer Leiter der internationalen Wettbewerbe der Jeunesses Musicales in Bukarest. Daneben wirkte er in den 1990er Jahren als Direktor, Exekutivdirektor bzw. Berater bei der Săptămâna Internațională a Muzicii Noi (Internationale Woche für zeitgenössische Musik) in Bukarest.

## Werke
- Lecție despre colind, zehn Variationen für Klavier, 1970
- Variațiuni pentru orchestră, 1971
- La țărm, Lied (Verse von Ștefan Augustin Doinaș), 1971
- Mișcare simfonică, 1972
- Proporții II für zwei Soloinstrumente, 1978
- Două madrigale închinate patriei für Chor (Verse von Dan Mutașcu), 1980
- Patru afirmatii în sprijinul realului, Konzertmusik für Klarinette, Klavier, Violine, Viola und Cello, 1982–83
- Pe un cadran solar I, Violinsonate, 1984
- Pe un cadran solar II, Ballade für Klarinette und Rezitator (Verse von Nichita Stănescu), 1985
- Țara noastră für gemischten Chor (Verse von Ion Nicolescu), 1986
- Brâul grâului für gemischten Chor, 1986
- Această țară de vis, Dichtung für gemischten Chor und Solisten (Verse von Nichita Stănescu), 1986
- Vara românească für Chor (Verse von Gheorghe Daragiu), 1986
- Tinerețe, Madrigal für gemischten Chor (Verse von Eugen Barbu), 1987
- Cuvinte și strigături, Suite für gemischten Chor und Solisten, 1987
- Țara în toamnă, Triptychon für gemischten Chor und Solisten (Verse von Marius Robescu), 1987
- Țara în toamnă, Triptychon für Chor (Verse von Marius Robescu), 1987
- Colindă de țară, Diptychon für gemischten Chor (Verse von Nichita Stănescu), 1988
- Amfora luminii für gemischten Chor und Sopran (Verse von Vasile Voiculescu), 1988
- Noi suntem români für Chor (Verse von Ion Nicolescu), 1988
- Ghicitori muzicale, 15 Stücke für Chor (Verse von Valentin Petculescu), 1988
- Școala de muzică, Suite für Chor (Verse von Grete Tartler), 1989
- Omagiu eroilor neamului, Dichtung für gemischten Chor und Solisten, (Verse von Eugen Barbu), 1989
- A te sprijini pe propriul tău pământ für gemischten Chor (Verse von Nichita Stănescu), 1990
- Zori de-aș fi, Madrigal für gemischten Chor (Verse von Eugen Barbu), 1991
- Heteropsalmia für Instrumentalensemble, 1991
- Rugă, Dichtung für Chor und Solisten (Verse von Ștefan Mitroi), 1991
- Introspectiv 47 für Instrumentalensemble, 1993
- Hiperboreeana - Cântul I, Dichtung für Streichorchester, 1993
- "2+2"', Proportions pour Emphasis für Sopran-, Alt-, Tenor- und Baritonsaxophon, 1993
- "2+1+1", Proportions pour saxophone soprano, alto, tenor, baryton, 1994
- Pentachoralia per Archaeus für Instrumentalensemble, 1995
- Pe un cadran solar III für Cello, 1997
- HaOr I für Sopran-, Alt-, Tenor- und Baritonsaxophon, 1998
- Slavă Ție, Doamne, Dichtung für gemischten Chor, 1998
- HaOr II für Blasorchester, 1999
- HaOr III In memoriam Anatol Vieru für Streichorchester, 2000
- Noduri și Semne, Konzert für Instrumentalensemble, 2001
- Exiști, Doamne, Dichtung für gemischten Chor und Rezitator (Verse von Karol Józef Wojtyła), 2003
- Invizibilul Soare, Cântec sau altfel spus, TRIO pentru CONTRASTE, 2004

## Schriften
- Noduri și Semne. Posibile structuri pe scara unui model modal, Bukarest, Editura Muzicala, 2003
- Noi modalități de abordare a folclorului în creația muzicală românească, Bukarest, Editura Muzicala, 2004
- Simbolism și expresie numerică în universul creației lui Anatol Vieru. Vol. I: 1. Scene nocturne; 2. Lupta cu inerția, Bukarest, Editura Muzicala, 2004

| Personendaten    | Personendaten         |
| ---------------- | --------------------- |
| NAME             | Stoianov, Petru       |
| KURZBESCHREIBUNG | rumänischer Komponist |
| GEBURTSDATUM     | 29. Oktober 1939      |
| GEBURTSORT       | Vinga, Kreis Arad     |